# Kitzingen
Kitzingen település Németországban, azon belül Bajorországban. Lakosainak száma 23 377 fő (2023. december 31.). Kitzingen Biebelried, Buchbrunn, Albertshofen, Mainstockheim, Dettelbach, Schwarzach am Main, Großlangheim, Rödelsee, Mainbernheim, Marktsteft, Sulzfeld am Main és Ochsenfurt községekkel határos.

## Népesség
A település népessége az elmúlt években az alábbi módon változott:
| Lakosok száma | 10 272 | 20 470 | 19 116 | 20 321 | 20 449 | 20 474 | 20 892 | 21 704 | 22 429 | 23 377 |
|               | 1925   | 1970   | 1975   | 2011   | 2013   | 2014   | 2016   | 2019   | 2021   | 2023   |

## Földrajz

### Éghajlat
| Hónap                              | Jan.  | Feb.  | Már.  | Ápr. | Máj. | Jún. | Júl. | Aug. | Szep. | Okt. | Nov.  | Dec.  | Év    |
| ---------------------------------- | ----- | ----- | ----- | ---- | ---- | ---- | ---- | ---- | ----- | ---- | ----- | ----- | ----- |
| Rekord max. hőmérséklet (°C)       | 16,5  | 18,6  | 25,6  | 32,9 | 34,0 | 37,3 | 40,3 | 40,3 | 33,5  | 29,0 | 22,1  | 16,0  | 40,3  |
| Átlagos max. hőmérséklet (°C)      | 4,2   | 6,1   | 11,0  | 16,7 | 20,9 | 24,3 | 26,4 | 26,2 | 21,0  | 14,9 | 8,4   | 4,9   | 15,5  |
| Átlaghőmérséklet (°C)              | 1,4   | 2,1   | 5,8   | 10,3 | 14,6 | 18,0 | 19,8 | 19,4 | 14,7  | 9,8  | 5,2   | 2,2   | 10,3  |
| Átlagos min. hőmérséklet (°C)      | −1,6  | −1,4  | 1,0   | 4,0  | 8,4  | 11,9 | 13,7 | 13,3 | 9,3   | 5,7  | 2,2   | −0,5  | 5,5   |
| Rekord min. hőmérséklet (°C)       | −22,4 | −21,6 | −20,2 | −7,8 | −2,8 | 2,7  | 5,1  | 2,8  | −0,8  | −5,8 | −14,0 | −19,7 | −22,4 |
| Átl. csapadékmennyiség (mm)        | 41    | 37    | 42    | 33   | 56   | 56   | 71   | 56   | 49    | 50   | 49    | 51    | 591   |
| Forrás: Wetter und Klima Kitzingen |       |       |       |      |      |      |      |      |       |      |       |       |       |